# NGC 5809
NGC 5809 (również PGC 53624) – galaktyka spiralna (S0-a), znajdująca się w gwiazdozbiorze Wagi. Odkrył ją John Herschel 5 czerwca 1836 roku.